# أولكسندر غلوتوف
أولكسندر غلوتوف (بالأوكرانية: Глотов Олександр Леонідович)‏ هو صحفي أوكراني، ولد في 10 نوفمبر 1953 في نوريلسك في روسيا.